# Anchoa scofieldi
Anchoa scofieldi is een straalvinnige vis uit de familie van ansjovissen (Engraulidae), orde van haringachtigen (Clupeiformes). De vis kan een lengte bereiken van 6 centimeter.

## Leefomgeving
Anchoa scofieldi is een zoutwatervis. De soort komt voor in tropische wateren in de Grote Oceaan.

## Relatie tot de mens
In de hengelsport wordt er weinig op de vis gejaagd.